# Эскенази, Роза
Роза Эскенази (греч. Ρόζα Εσκενάζυ) (середина 1890-х, Стамбул, Османская империя — 2 декабря 1980, Афины, Греция) — греческая певица, исполнявшая произведения в стиле «ребетико» и традиционные малоазитские греческие песни. Её сценическая карьера и работа над записью альбомов продолжались с конца 1920-х по 1970-е годы.

## Детство
Эскенази родилась в бедной семье сефардских евреев в Стамбуле и получила при рождении имя Сара Скинази. На протяжении всей своей карьеры она скрывала настоящую дату своего рождения и утверждала, что родилась в 1910 году. На самом деле она была старше по меньшей мере на десять лет и, вероятно, родилась в 1895—1897 годах. Её отец, Аврам Скинази, был старьёвщиком. Помимо Розы, у него и его жены Флоры было двое сыновей — старший, Нисим, и Сами.
Вскоре после начала нового века семья Скинази переехала в Салоники, в то время ещё входившие в состав Оттоманской империи. Население этого города, в котором в это время наблюдался стремительный рост экономики, выросло с 1870 по 1917 год на 70 %. Аврам Скинази нашёл работу на хлопчатобумажной фабрике, и чтобы поправить бедственное положение семьи, брался за различные приработки. Воспитание маленькой Сары он поручил соседской девочке, обучавшей нескольких, живших поблизости, детей, основам чтения и письма. На этом формальное образование Розы закончилось.
Некоторое время Сара, её брат и мать жили в соседнем городе Комотини, где в то время ещё проживало многочисленное туркоязычное население. Мать Розы жила в качестве служанки в доме богатой семьи, а Роза помогала ей в домашней работе.
Однажды пение Сары услышали хозяева местной турецкой таверны. Они были очарованы её голосом и немедленно явились в дом с предложением нанять девочку для выступлений в их заведении. Мать Сары была разгневана мыслью, что её дочь (или кто-либо ещё из членов её семьи) стала бы «артисткой». Спустя годы Роза призналась в одном из интервью, что время, проведённое в Комотини, стало в её жизни поворотной точкой. Именно там, по её словам, она приняла решение стать певицей и танцовщицей.

## Начало карьеры
Осуществить свою мечту Сара смогла только после возвращения в Салоники. В то время её семья снимала квартиру поблизости от городского театра «Гранд отель», в котором выступали некоторые из их соседей. Сара ежедневно помогала двум танцовщицам нести в театр их костюмы, мечтая при этом, что когда-нибудь она выйдет рядом с ними на сцену.
Ещё будучи подростком, Сара Скинази влюбилась в Яниса Зардинидиса, богатого юношу из одной из влиятельнейших каппадокийских семей. Семья Зардинидиса не дала согласия на брак, считая Сару распутной особой. Тем не менее, молодые люди тайно поженились примерно в 1913 году, после чего Сара сменила своё имя на имя Роза, под которым она и выступала в течение всей своей сценической карьеры.
Зардинидис скончался при неизвестных обстоятельствах примерно в 1917 году и оставил Розу с маленьким ребёнком, которого назвали Парасхосом. Понимая, что она не сможет совмещать исполнительскую карьеру с воспитанием ребёнка, она отдала его в приют Св. Таксиархиса в городе Ксанти. Семья его отца согласилась содержать его во время пребывания в приюте и, повзрослев, Парасхос Зардинидис стал высокопоставленным офицером греческих ВВС. С матерью он встретился лишь спустя годы, найдя её, наконец, в Афинах в 1935 году.

## Афины
Роза переехала в Афины вскоре после смерти Зардинидиса, чтобы продолжить свою музыкальную карьеру. Вскоре она начала выступать вместе с двумя армянскими артистами кабаре, Серамусом и Забелом, которым вначале, судя по рассказам, понравилось, что она говорит по-турецки, а затем уже они смогли оценить её вокальное дарование. Продолжая выступать в качестве танцовщицы, Роза начала петь для посетителей клуба на греческом, турецком и армянском языках. Именно в этом клубе в конце 1920-х годов её впервые «открыл» известный композитор и импресарио Панагиотис Тундас. Тундас сразу же понял, что перед ним замечательный талант, и представил её Василису Тумбакарису из Columbia Records.

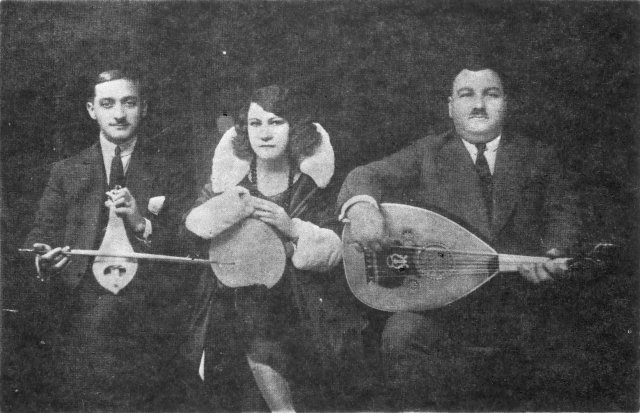
K. Lambros, R. Eskenazi, A. Tomboulis (Athens, c. 1930)

Две первых записи, сделанных Розой на «Коламбия рекордс», «Мандили каламатиано» и «Кофтин элени тин элиа» (1928) стали началом многолетней работы над записью пластинок, продолжавшейся почти без перерывов до конца 1960-х. К середине 1930-х годов она записала в этой студии грамзаписи более трёхсот песен и превратилась в одну из самых популярных звёзд. Её репертуар включал в себя народные песни, в основном, распространённые в Греции и в Смирне (Измире) в Турции. Но её наиболее важным вкладом в греческую музыку стали записи ребетико, и прежде всего, его смирнского направления. Ей почти в одиночку удалось добиться того, что музыка этого жанра заняла своё место в популярной культуре. Эта музыка и по сей день ассоциируется с её уникальным голосом.
Вскоре после начала работы над записями на студии Роза также начинает выступать по ночам в ночном клубе «Тайгетос» в Афинах. На сцене она выступала вместе с Тундасом, скрипачом Салоникиосом и мастером игры на уде Агапиосом Томбулисом. Но настоящей звездой представления была именно Эскенази, получавшая за каждое выступление неслыханный гонорар в двести драхм. Позже она призналась своему биографу Костасу Хадзидулису, что благодаря одним лишь этим гонорарам она могла бы быть значительно богаче, но питая слабость к дорогим украшениям, тратила на них слишком большую часть своего заработка.
Находясь в зените своей карьеры, Эскенази подписала с Columbia Records примерно в 1931 или 1932 году эксклюзивный контракт. Согласно этому контракту, она должна была записывать каждый год по меньшей мере 40 песен и получать 5 процентов от стоимости каждой проданной пластинки с её песнями. В то время она была единственной греческой артисткой, подписавшей с фирмой грамзаписи подобное соглашение об отчислениях.

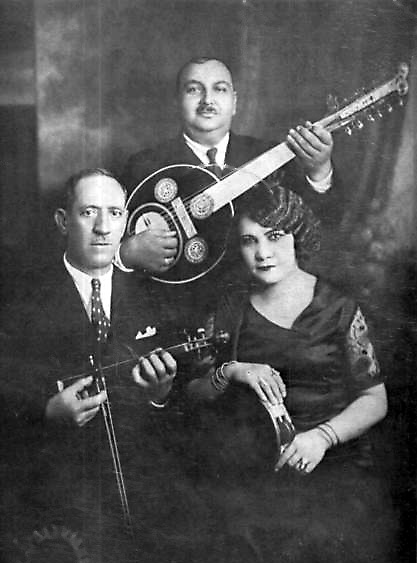
D. Semsis, A. Tomboulis, R. Eskenazi (Athens, 1932)

## Международная карьера
Вскоре её творчество перешагнуло границы Греции и нашло признание в греческой диаспоре. Вместе с Томбулисом она выступила в Египте, Албании и Сербии, заслужив тёплый приём не только в тамошних греческих общинах, но и в общинах выходцев из Турции. Порой её песни вызывали раздражение, а одна из них, Πρέζα όταν Πιείς («Когда ты вдыхаешь кокаин»), даже была запрещена греческим диктатором Иоаннисом Метаксасом. Вследствие этого решения многие другие исполнители традиционного ребетико стали изгоями. Тем не менее, новые формы жанра, создание которых возглавил Василис Цицанис, пробивали себе дорогу.

## Вторая мировая война
Спустя короткое время под угрозой оказалась независимость Греции. В 1940 году Италия вторглась на территорию Греции, а в 1940 страна была оккупирована немецкой армией. Роза продолжала выступать, несмотря на жестокий оккупационный режим, а в 1942 году она даже открыла вместе со своим сыном Парасхосом, с которым они к тому времени встретились, собственный ночной клуб «Кристалл». Несмотря на то, что она была еврейкой, Розе удалось достать фальшивое свидетельство о крещении. Кроме того, она могла чувствовать себя в безопасности благодаря роману с немецким офицером.
Однако Роза Эскенази едва ли была предательницей или пособницей оккупантов. Своё привилегированное положение она использовала для того, чтобы поддерживать местные подпольные организации и скрывать у себя дома бойцов сопротивления и даже английских агентов. Кроме того, ей удалось спасти многих евреев из Афин и Салоник. Среди спасённых ею от отправки в Освенцим была и её собственная семья. В 1943 году её обман был всё-таки раскрыт и Эскенази была арестована. Она находилась в заключении в течение трёх месяцев до тех пор, пока её немецкому любовнику и сыну не удалось ценой огромных усилий добиться её освобождения. После освобождения она скрывалась до окончания войны, опасаясь быть вновь арестованной.

## Послевоенные годы
За годы своей долгой карьеры у Розы сложились хорошие отношения не только с Василисом Тумбакарисом с «Коламбия рекордс», но и с Миносом Матсосом, который незадолго до этого основал Одеон/Парлофон. Благодаря этому она смогла способствовать успеху многих других известных артистов, в том числе Марики Нину и Стеллы Хаскил. Эскенази ввела их в союз музыкантов «Аллиловойтия» и вскоре они уже работали над записями с Василисом Цицанисом.
После войны, в 1949 году, Роза вновь приехала в Патрас, чтобы получить новое удостоверение личности. Кроме того, она дала несколько концертов, но главным событием во время этой поездки стало знакомство с молодым офицером полиции Христосом Филипакопулосом, который был моложе её почти на тридцать лет. Несмотря на разницу в возрасте, между ними вспыхнул роман. Этот роман длился в той или иной форме в течение всей оставшейся жизни Розы.
Несмотря на то, что Роза активно гастролировала во всех балканских странах, её первый гастрольный тур по Соединённым Штатам состоялся лишь в 1952 году. В ходе этого тура она выступала перед местными греческой и турецкой диаспорами. Спонсором поездки, продлившейся несколько месяцев, был ресторан — бар «Парфенон» в Нью-Йорке.
Этот тур стал первым из многих гастрольных поездок за океан. В 1955 году албанский импресарио Айден Лесковику из «Балкан рекорд компани» пригласил её для выступлений и записи пластинки в её родной город Стамбул. Всего она записала для Лесковику около сорока песен, заработав при этом около 5000 долларов. Хотя это была сравнительно небольшая сумма, позже она утверждала, что гонорары за выступления и чаевые составили сумму, в десять раз большую.
Вскоре после возвращения из Стамбула она отправилась ещё на два гастрольных тура по Соединённым Штатам, в ходе которых выступила в Нью-Йорке, Детройте и Чикаго. Пятого июля 1958, во время её второй поездки по США, она вышла замуж за Франка Александера. Судя по всему, брак был чистой формальностью. Он был нужен Эскенази, чтобы получить разрешение на работу в США. Тем не менее, Эскенази любила Америку и переехала бы туда, если бы не другая её любовь к Христосу Филипакопулосу. Чтобы быть рядом с ним, она вернулась в Афины в 1959 году. На деньги, заработанные в Штатах, она приобрела для них обоих большой дом в Кипуполи, а также два грузовика и нескольких лошадей. В этом доме они прожили с Филипакопулосом до конца её жизни.

## Забвение и новое открытие
Эскенази было уже за шестьдесят, а музыкальная жизнь Греции значительно изменилась с тех пор, когда она начинала свою карьеру более четырёх десятилетий назад. Смирнеико (измирский музыкальный стиль) и ребетико утратили популярность и она, так же, как и другие мастера этих жанров, была вынуждена довольствоваться случайными выступлениями на сельских праздниках и других мелких торжествах. Хотя Эскенази и записала в последующие годы несколько песен, это были в основном повторные записи её старых, хорошо известных хитов, сделанные на второстепенных фирмах грамзаписи в Афинах.
Лишь в конце шестидесятых вновь проснулся определённый интерес к её раннему творчеству. RCA записала две сорокапятиминутных пластинки, включавших четыре песни Эскенази (в том числе «Сабах аманес») в сопровождении пианиста Димитриса Манисалиса, но они были выпущены лишь ограниченным тиражом. Всё изменилось, однако, в последние дни военной диктатуры в начале семидесятых, у греческой молодёжи неожиданно появился интерес к старым городским песням. В связи с этим вышло несколько важных сборников. Одним из наиболее известных был сборник из шести записей музыки ребетико «Ребетики история». Всего было продано несколько сотен тысяч пластинок с этим сборником. После десяти с лишним лет забвения Роза Эскенази, которой было уже за семьдесят, вновь стала звездой.
Основным отличием этого десятилетия от раннего периода её карьеры были частые выступления на телевидении. Роза быстро приспособилась к новой форме выступлений и приняла участия в нескольких телевизионных шоу. В 1973 году о ней был снят короткометражный документальный фильм «К бузуки» (режиссёр Василис Марос), а в 1976 году она приняла участие в телепередаче вместе с Харисом Алексиу, в которую вошли несколько интервью и песен. Было и ещё несколько выступлений на телевидении. В эти годы Роза не теряла связи с ночными клубами Греции, выступая в еженедельном шоу в ночном клубе «Темелио» в Плаке.
Поскольку к тому времени оставалось лишь несколько певцов, продолжавших выступать в стиле ребетико, и одной из них была Эскенази, артисты и музыковеды стали изучать её манеру, которая считалась «аутентичной». Это оказало глубокое влияние на новое поколение исполнителей, в том числе на Харис Алексиу (вместе с которой она выступила на телевидении) и на Гликерию. Трагедия состояла в том, что в отличие от музыкантов и исследователей, очарованных её дарованием, а также рассказами о музыкальном мире прошлого, широкая публика была в меньшем восторге и рассматривала Эскенази скорее как экзотического персонажа. Несмотря ни на что, она продолжала выступать. Её последний концерт состоялся в сентябре 1977 года в городе Патрас. Поклонники всех возрастов пришли, чтобы увидеть, как она поёт и танцует, почувствовать музыкальный колорит прошлого.

## Последние годы
Последние годы жизни Эскенази провела вместе с Христосом Филипакопулосом в тиши своего дома в Кипуполи. Несмотря на то, что по происхождению она была еврейкой, в 1976 году Роза Эскенази перешла в православную веру и получила новое имя Розалия Эскенази. Через два года у неё начали проявляться симптомы болезни Альцгеймера. Порой она не могла найти дорогу к своему дому. Летом 1980 года она поскользнулась, будучи дома, и сломала бедро. С этой травмой она провела в больнице три месяца, а не отходивший от неё Христос немедленно исполнял все её пожелания. Она быстро вернулась домой, но вскоре вновь оказалась в частной клинике с инфекционным заболеванием. Там она и скончалась 2 декабря 1980 года.
Роза Эскенази была похоронена в могиле без надгробия в деревне Стомио в Коринфии. В 2008 году деревенская комиссия по культуре организовал сбор средств, на которые был установлен скромный надгробный камень с надписью «Роза Эскенази, артистка».

## Биографии
В 1982 году, через два года после смерти певицы, Костас Хацидулис опубликовал небольшую книгу воспоминаний Αυτά που Θυμάμαι («То, что я помню»), основанную на интервью, которые Эскенази дала в последние годы жизни. В книге содержалось множество фотографий, в основном относившихся к раннему периоду творчества Розы. В 2011 году на экраны вышел фильм «Моя сладкая канарейка» режиссера Роя Шера, рассказывающий о жизни и музыке Розы Эскенази.